# Куррам
Куррам (урду ضلع کرم) — район відділу Когат провінції Хайбер-Пахтунхва в  Пакистані. Назва району походить від назви річки Кварма (пушту کورمه), що сама походить від санскритського слова Круму (санскр. क्रुमु).
До 2018 він функціонував як  відомство Федерально керованих племінних територій. Однак після об'єднання ФКПТ з Хайбер-Пахтунхва воно набуло статусу району. Географічно він охоплює регіон Куррамської долини — долини на північному заході Пакистану. Більшість населення - пуштуни, а основною релігією в Куррамі є іслам (шиїтський і сунітський). Найбільші племена що проживають в районі Куррам включають Банґаш, Турі, Оракзай, Вазір, Мамозай, Мукбіл, Зазай, Мандан (Банусі), Парача (не паштун), Мангал, Ґхілзай, Пара Чамкані, Хазара та Хоші (перськомовне плем'я).